# Irischer Unabhängigkeitskrieg
Der Irische Unabhängigkeitskrieg (englisch Irish War of Independence, irisch Cogadh na Saoirse, „Freiheitskrieg“) dauerte von Januar 1919 bis Juli 1921. Er wurde von der Irischen Republikanischen Armee (IRA) in einer Art Guerilla-Kampf gegen die britische Regierung in Irland geführt. Die IRA, die in diesem Konflikt gekämpft hat, wird oft als „Alte IRA“ (Old IRA) bezeichnet, um sie von den späteren Gruppen (mit anderen Gesinnungen) abzuheben, die den gleichen Namen verwendeten.

## Ursprung und Bezeichnung

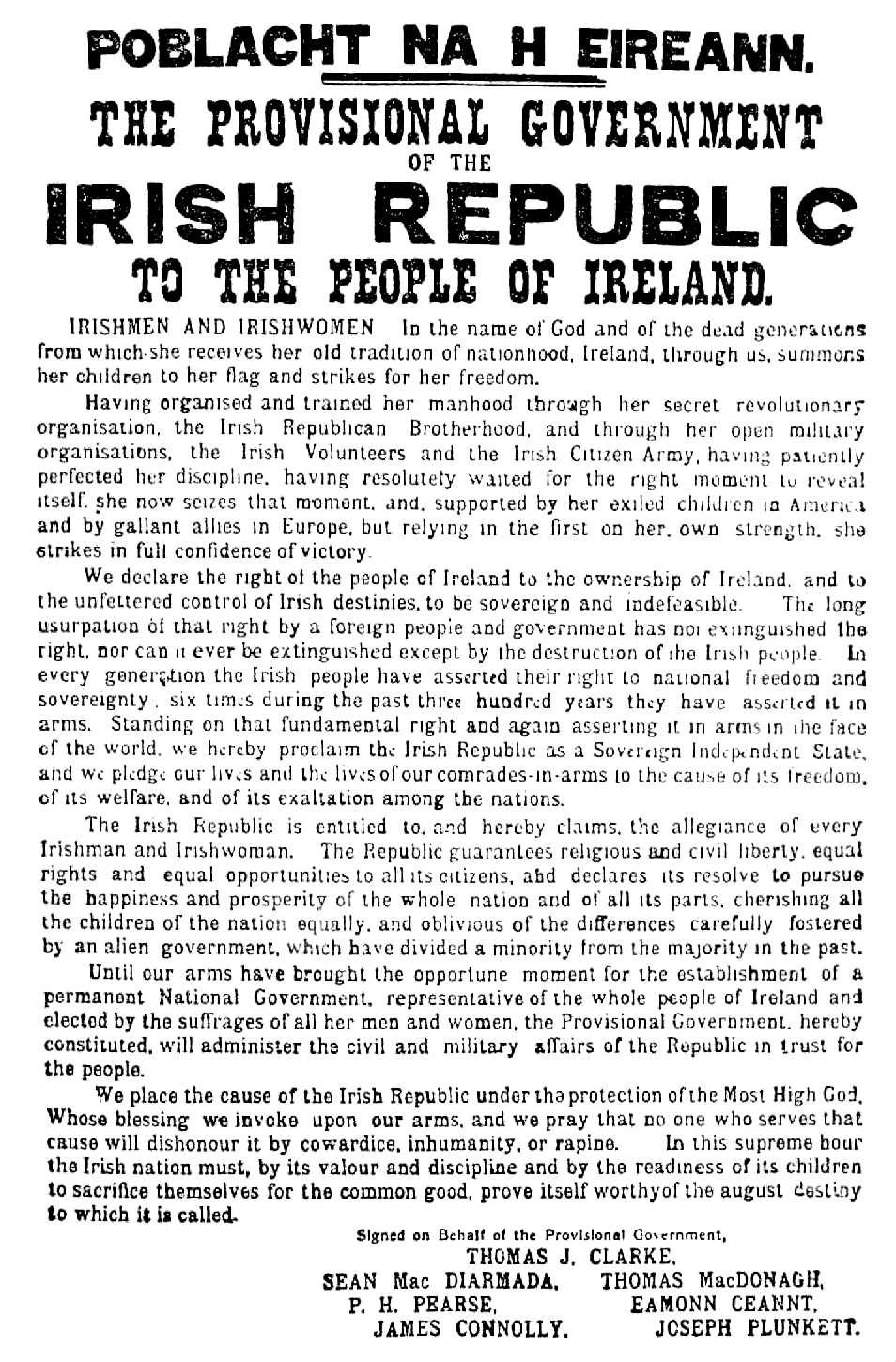
Oster-Proklamation zum Osteraufstand 1916

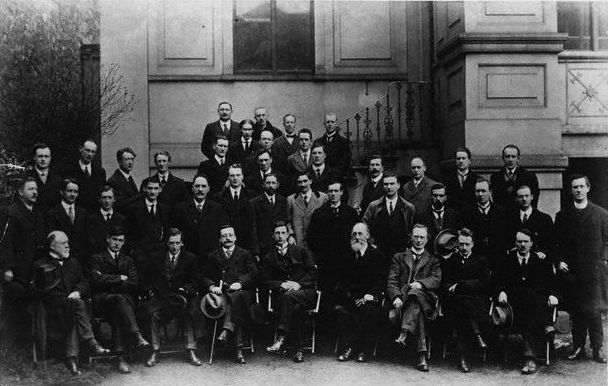
Das erste Dáil Éireann, Januar 1919. Erste Reihe, von links nach rechts: Laurence Ginnell, Michael Collins, Cathal Brugha, Arthur Griffith, Éamon de Valera, Count Plunkett, Eoin MacNeill, W.T. Cosgrave und Kevin O’Higgins

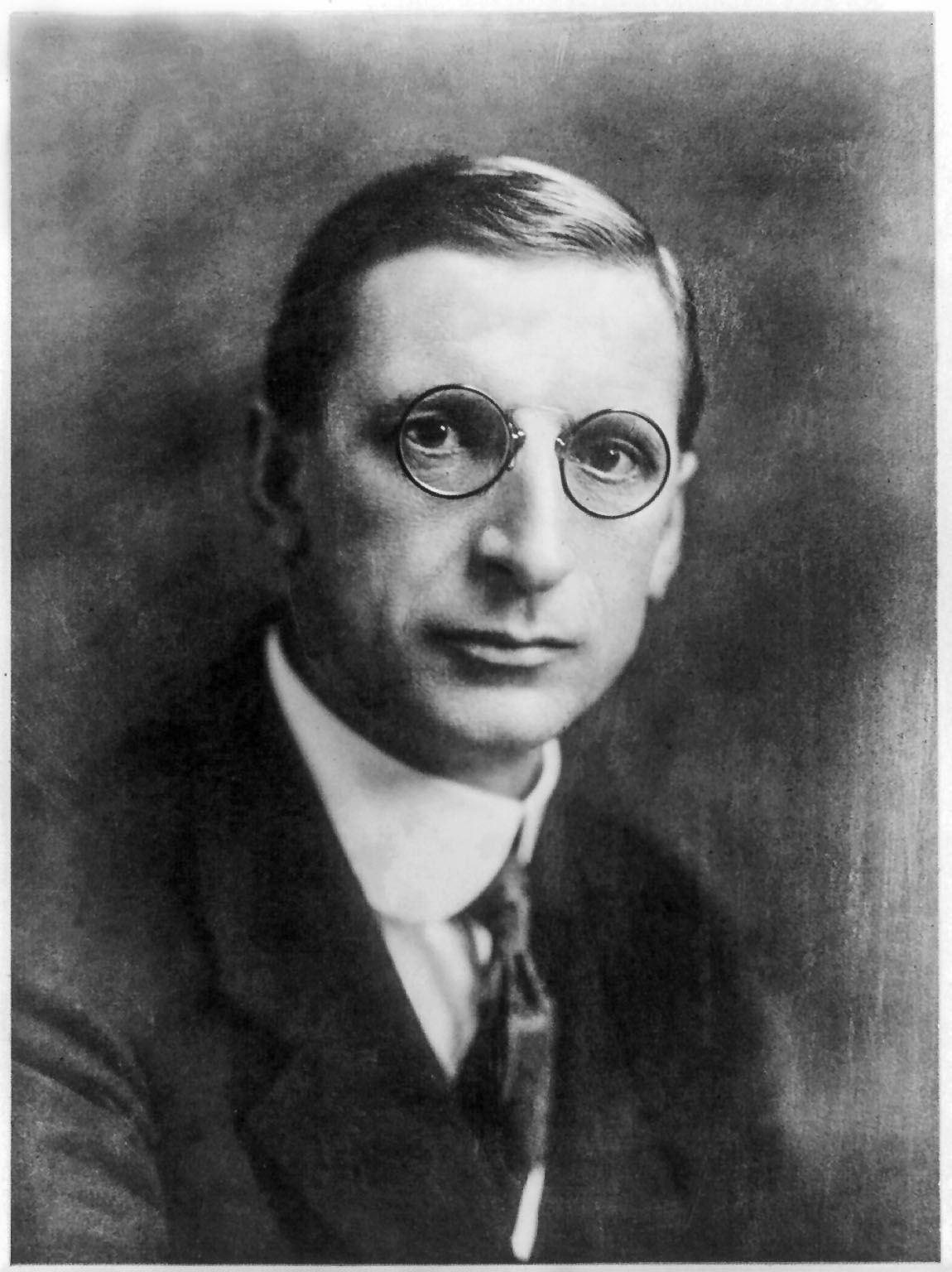
Éamon de Valera (ca. Mitte 1920er)

Der Irische Unabhängigkeitskrieg wird auch als „Irische Revolution“ bezeichnet, um auf die soziale und politische Dimension neben den militärischen Ereignissen aufmerksam zu machen. Denn jenseits der nationalen Bewegung gab es eine starke Beteiligung der Arbeiterbewegung, auch abseits der urbanen Zentren, die in den meisten Erzählungen im Vordergrund stehen. Insbesondere die Landarbeiterbewegung hatte mit ihren Massenmobilisierungen großen Anteil an den Unabhängigkeitskämpfen. Der Historiker Terence M. Dunne schrieb 2017: „Das Herz dieser Massenmobilisierung war die Arbeiterbewegung. Obwohl nur ein Nebenaspekt in der heutigen Erinnerung und marginalisiert durch den neuen Staat, befand sich die Arbeiterbewegung – insbesondere die Landarbeiterbewegung – im Zentrum der Revolution“.
Für den Beginn des Unabhängigkeitskrieges werden unterschiedliche Jahreszahlen genannt. Einige irische Republikaner datieren ihn auf die Proklamation der irischen Republik während des Osteraufstands 1916. In dieser Sichtweise wurde der Konflikt von 1919 bis 1921 (sowie der darauf folgende Irische Bürgerkrieg) lediglich zur Verteidigung dieser Republik gegen die Versuche geführt, sie zu zerstören. Verbreiteter ist die Datierung auf 1919, das heißt auf die einseitige Aufstellung eines unabhängigen irischen Parlaments (allgemein: Dáil Éireann; in diesem Fall: First Dáil), das aus der Mehrzahl der 1918 bei den landesweiten irischen Wahlen (als Teil der Wahlen des Vereinigten Königreichs) gewählten Parlamentarier gebildet wurde.
Der irische Nationalismus hatte in der Spätphase des Ersten Weltkriegs einen neuen Aufschwung genommen, als Premierminister David Lloyd George die Wehrpflicht auch auf die Iren ausdehnen wollte. Dieses Vorhaben stieß auf so starke Ablehnung, dass er davon wieder Abstand nahm, was in Irland verbreitet als Triumph und als Beweis dafür bewertet wurde, dass man die verhasste Regierung in London zum Nachgeben zwingen könne. Viele junge Männer, die bereits befürchtet hatten, demnächst einberufen zu werden, schlossen sich der Irish Republican Brotherhood an. Als Reaktion auf deren militante Protestaktionen ließ die britische Regierung die führenden Nationalisten Arthur Griffith und Éamon de Valera festsetzen, woraufhin Michael Collins, der in Freiheit geblieben war, begann, eine schlagkräftige Widerstandsbewegung aufzubauen: die Óglaigh na hÉireann, die „Irisch-Republikanische Armee“ (IRA). Am 21. Januar 1919 tötete eine Gruppe von IRA-Freiwilligen unter Dan Breen zwei Mitglieder der Royal Irish Constabulary (neben der Dublin Metropolitan Police die zweite Polizeikraft in Irland), als diese sich weigerten, den von ihnen in Soloheadbeg (Grafschaft Tipperary) bewachten Sprengstoff zu übergeben. Dieses Ereignis wird allgemein als Beginn des Unabhängigkeitskrieges gesehen, obwohl die Männer bei dem Überfall eigenständig und nicht auf offiziellen Befehl der IRA handelten. Süd-Tipperary wurde drei Tage später unter Kriegsrecht gestellt.
Noch am Tag der Schießerei versammelte sich das First Dáil im Mansion House in Dublin. Dieses Parlament und seine Ministerien proklamierten unter dem damaligen Kabinett (Aireacht) die Unabhängigkeit Irlands. Dabei berief es sich auf die Oster-Proklamation, die Patrick Pearse 1916 beim Beginn des Osteraufstandes verlesen hatte. Die IRA als „Armee der irischen Republik“ erhielt durch das Dáil ein Mandat, Krieg gegen Dublin Castle, damals Sitz der britischen Administration und des Lord Lieutenant of Ireland, zu führen. Das Dáil forderte den Abzug der britischen Militär-Garnisonen und rief die „freien Nationen der Welt“ dazu auf, die Unabhängigkeit Irlands anzuerkennen. Die einzige Regierung, die diesem Aufruf folgte, war die bolschewistische Regierung Sowjetrusslands, die damals ihrerseits international nicht anerkannt war.

## Die Gewalt breitet sich aus

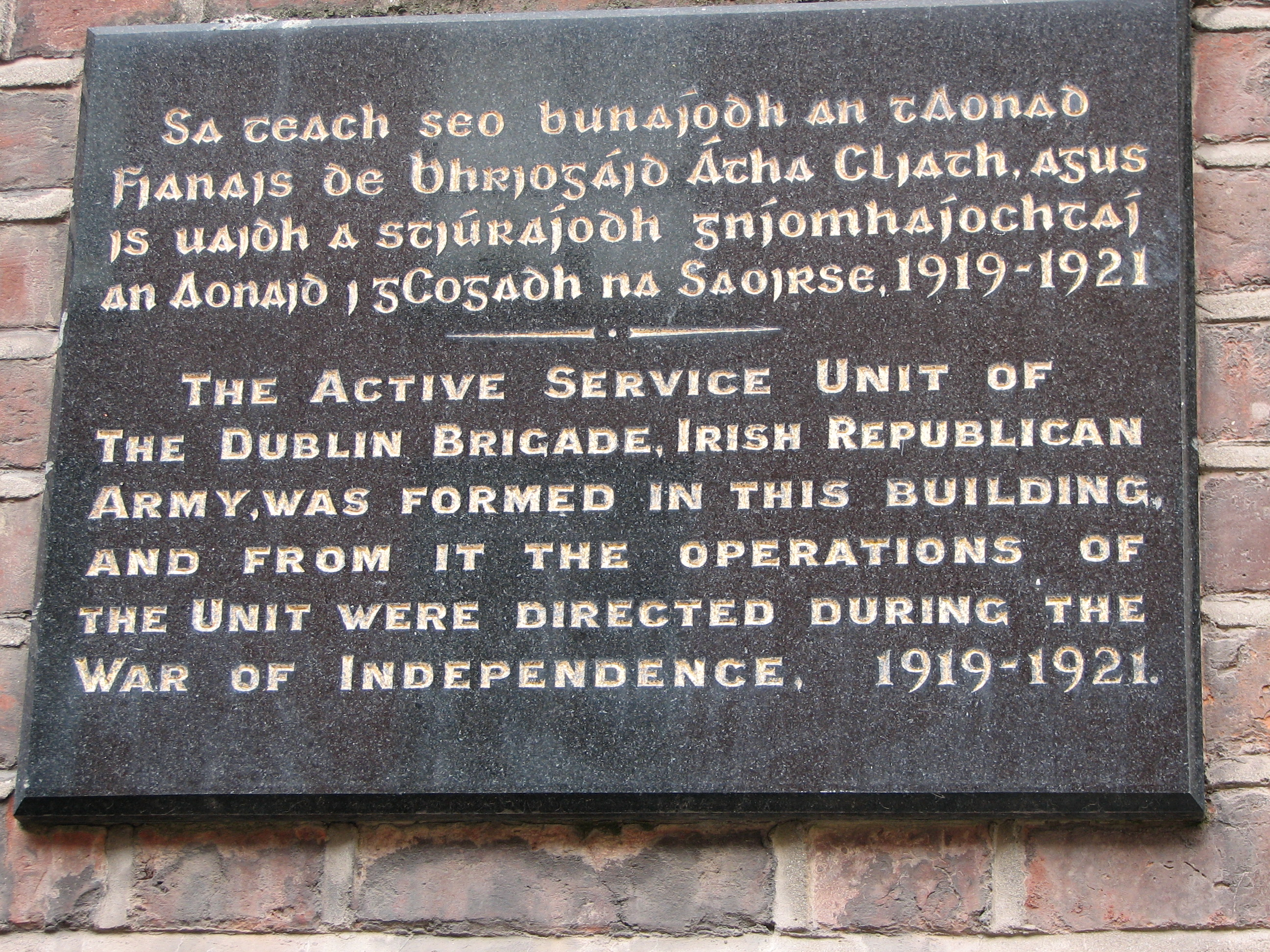
Hinweistafel der Dublin Brigade der IRA in der Great Denmark Street in Dublin

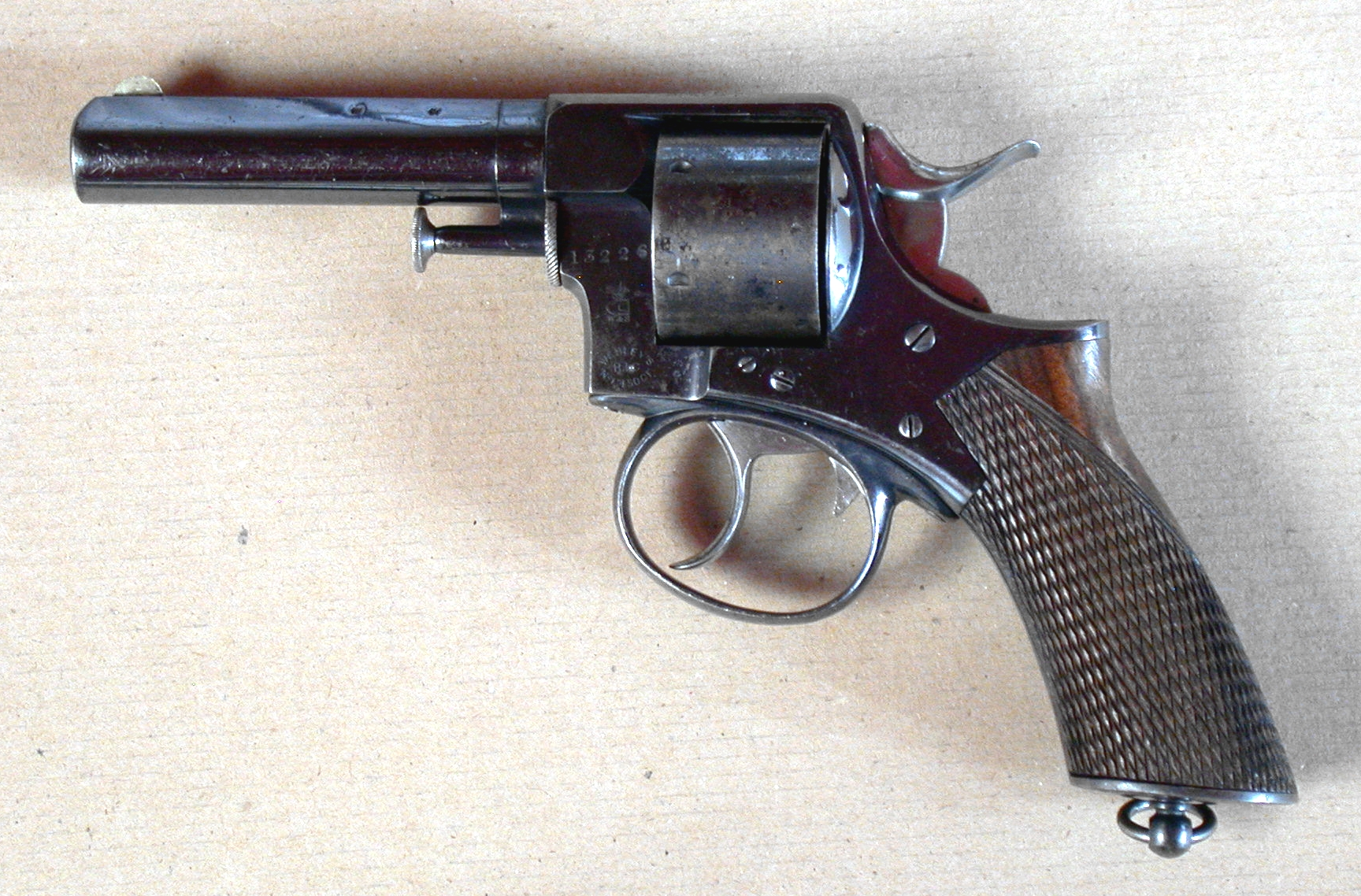
Revolvermodell der Royal Irish Constabulary: Webley RIC Nr. 1

Freiwillige begannen, Grundstücke und Gebäude der britischen Regierung zu überfallen, um an Waffen und Gelder zu kommen, sowie prominente Mitglieder der britischen Administration zu ermorden. Das erste Opfer war der Richter John Milling, der in Westport, Grafschaft Mayo erschossen wurde, weil er Volunteers wegen rechtswidriger Versammlung zu Gefängnisstrafen verurteilt hatte. Sie wandten dabei erfolgreich die Taktik der schnellen Überfälle ohne Uniformen und terroristischer Attentate an. Obwohl einige republikanische Führer, allen voran Éamon de Valera, konventionelle Kriegsführung in Hinblick auf die Anerkennung der neuen Republik durch die Nationengemeinschaft bevorzugten, konnten sie sich nicht gegen den in der Praxis erfahreneren Michael Collins und die breite Führerschaft der IRA durchsetzen, die konventionelle Taktiken für die militärische Niederlage beim Osteraufstand verantwortlich machten. Die ausgeübte Gewalt führte zunächst zu keiner großen Unterstützung in der irischen Bevölkerung. Dies änderte sich, als die britischen Truppen ebenfalls sehr brutal und rücksichtslos vorgingen. Dazu gehörten die Zerstörung von Eigentum, willkürliche Verhaftungen und unprovozierte Erschießungen. Die Gewalttätigkeiten begannen langsam, doch 1920 waren sie die Regel.
Der damals aktiv beteiligte irische Nationalist und Politiker Arthur Griffith meinte, dass die britischen Truppen in den ersten 18 Monaten des Konflikts über 38.000 Angriffe auf Privathäuser durchführten, 4.982 Verdächtige verhafteten, 1.604 bewaffnete Anschläge begingen, 102 Orte brandschatzten und 77 unbewaffnete Republikaner oder Zivilisten töteten. Griffith war verantwortlich für die Einführung der Gerichte der Dáil courts, einem gerichtlichen System parallel zu den britischen Gerichten. Die Dáil Courts sollten diese ablösen, sobald die moralische Unterstützung und die territoriale Kontrolle der IRA wuchsen.
Das Hauptziel der IRA während des Konflikts war die überwiegend katholische Polizeigruppe der Royal Irish Constabulary (RIC), die als die Augen und Ohren der britischen Regierung in Irland galt. Deren etwa 9.700 Mitglieder und 1.500 Posten, vor allem die abgelegenen, waren anfällig und eine willkommene Quelle der benötigten Waffen. Die Politik der Ausgrenzung der RIC wurde vom Dáil unterstützt und erwies sich als erfolgreich. Je länger der Krieg dauerte, desto stärker wurde die RIC demoralisiert und mehr Menschen wandten sich von ihr ab. Die Austrittszahlen der RIC stiegen deutlich an; Rekrutierungen nahmen stark ab. Oftmals mussten sie sogar mit vorgehaltener Waffe Lebensmittel kaufen, da man ihnen in den Geschäften nichts mehr verkaufen wollte. Einige RIC-Leute kooperierten auch insgeheim mit der IRA, sei es aus Furcht oder Sympathie, und verschafften dieser wertvolle Informationen. 165 Mitglieder der Royal Irish Constabulary wurden während des Kriegs getötet, 251 verwundet.

## Michael Collins und die IRA
Michael Collins war die treibende Kraft hinter der Unabhängigkeitsbewegung. Eigentlich Finanzminister der Regierung, war er aktiv an der Bereitstellung von Geldern und Waffen an IRA-Einheiten sowie an der Auswahl der Offiziere beteiligt. Seine Intelligenz, die organisatorischen Fähigkeiten und der Drang nach vorne beflügelten viele, die mit ihm in Kontakt kamen. Er schuf ein effektives Netzwerk von Spionen innerhalb von Sympathisanten in der G division der Dublin Metropolitan Police und anderen wichtigen Zweigen der britischen Regierung. Die G division wurde von der IRA verabscheut, denn sie wurde des Öfteren eingesetzt, um Spione zu enttarnen, die den britischen Soldaten – oder später den Black and Tans – unbekannt waren. Collins gründete die Spezialeinheit Squad, die nur dafür eingesetzt wurden, G-men zu enttarnen und umzubringen. Vielen dieser G-men wurde von der IRA die Chance gegeben, auszutreten oder Irland zu verlassen, und einige nutzten dies auch.
Obwohl die IRA durch den Übertritt der Irish Volunteers auf dem Papier mehr als 100.000 Mitglieder hatte, schätzte ihr Führer Michael Collins die Zahl der aktiven Mitglieder auf lediglich 15.000. Es gab auch unterstützende Organisationen für die IRA – die Frauengruppe Cumann na mBan sowie die Kinderbewegung Fianna Éireann, die Waffen und Informationen überbrachten sowie sich um Essen und Unterkünfte kümmerten.
Die IRA wurde durch die breit gefächerte Hilfe von einem Großteil der irischen Bevölkerung unterstützt, die sich weigerte, Informationen an die Royal Irish Constabulary oder das britische Militär zu geben, und die oft „sichere Unterkünfte“ und Proviant für vorbeiziehende IRA-Einheiten bereitstellte. Ein Großteil der Popularität der IRA war dem unbarmherzigen Vorgehen der britischen Truppen zuzuschreiben. Die (inoffizielle) Politik der Regierung bzgl. der Vergeltungsmaßnahmen begann im September 1919 in Fermoy (Grafschaft Cork), wo 200 britische Soldaten die wichtigsten Geschäfte des Ortes ausplünderten und niederbrannten, nachdem einer von ihnen, nach der Weigerung, seine Waffen an die örtliche IRA abzugeben, getötet worden war. Aktionen wie diese wiederholten sich in Limerick und Balbriggan und erhöhten die örtliche Unterstützung der IRA sowie die internationale Unterstützung für die irische Unabhängigkeit.
Im April brachen, nach diversen Überfällen der IRA, die Steuereinnahmen vollständig zusammen. Die Menschen wurden dazu ermutigt, Collins’ National Loan („nationales Darlehen“) zu unterstützen und Gelder für die „neue“ Regierung und deren Armee zu sammeln.

## Die britische Reaktion – „Black and Tans“ und „Auxiliaries“

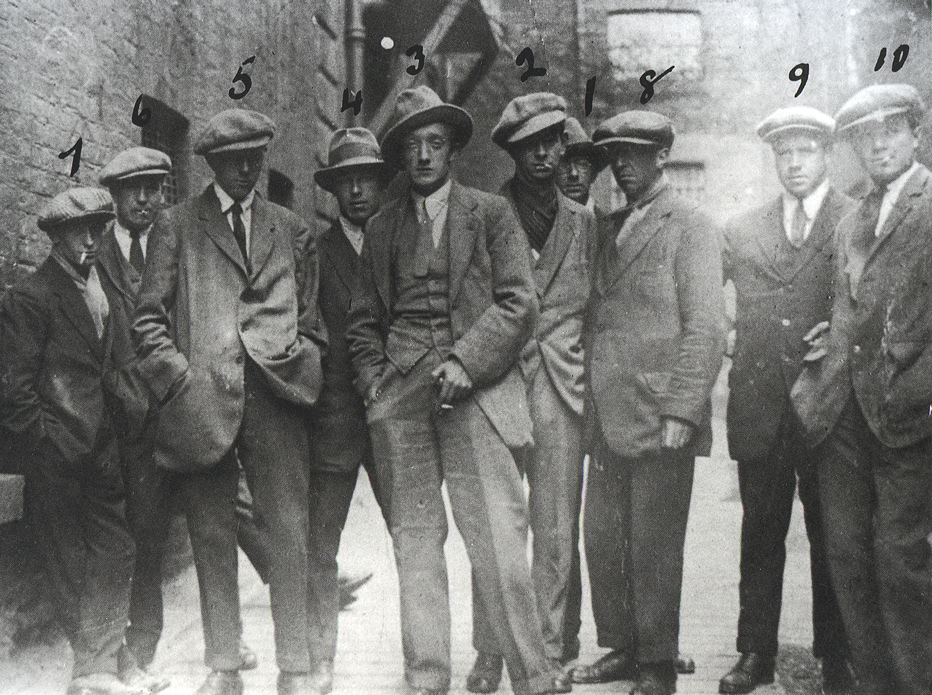
Cairo Gang (ca. 1920)

Die Black and Tans wurden geschaffen, um die geschwächte Royal Irish Constabulary zu unterstützen. 7000 Mann stark, bestanden sie vornehmlich aus ehemaligen britischen Soldaten, die bereits im Ersten Weltkrieg gekämpft hatten. Die meisten von ihnen kamen aus englischen und schottischen Städten. Offiziell waren die Black and Tans Teil der RIC – in Wirklichkeit waren sie aber eine paramilitärische Organisation mit dem Ruf von Mördern, Terroristen, Trunkenbolden und großer Disziplinlosigkeit, die mehr der britischen Regierung in Irland als anderen Gruppen schadeten. Nach den Black and Tans kam noch die Gruppe der Auxiliaries (wörtlich übersetzt: „Hilfstruppe“), die aus bis zu 1900 ehemaligen britischen Armee-Offizieren bestand. In Bezug auf Gewalttätigkeit, Ruf und Schrecken konnte diese Gruppe problemlos mit den Black and Tans mithalten. Die Auxiliaries waren allerdings noch effektiver und mehr bemüht, es mit der IRA aufzunehmen.
Außerhalb Dublins war Cork die Stadt der heftigsten Kämpfe. Viele „Taktiken“, die bald in ganz Irland angewandt wurden, stammten aus Cork, z. B. die Zerstörung von Häusern oder die Ermordung von prominenten Republikanern aus Rache für IRA-Angriffe. Im März 1920 wurde der Bürgermeister von Cork und Sinn-Féin-Mitglied Tomás MacCurtain zuhause vor den Augen seiner Frau von Männern mit schwarz angemalten Gesichtern erschossen. Diese Männer wurden später beobachtet, wie sie in die örtlichen Polizei-Kasernen zurückkehrten. Sein Nachfolger Terence MacSwiney starb bei einem Hungerstreik im Brixton-Gefängnis in London.
Im November 1920 exekutierte Collins’ „Squad“ 19 britische Agenten (bekannt als die „Cairo Gang“), die darauf angesetzt waren Collins und andere wichtige Führer zu töten. Am gleichen Tag fuhren die Auxiliaries im Gegenzug mit gepanzerten Fahrzeugen in den Croke Park, Dublins wichtigstes Stadion, und feuerten wahllos in die Menge. 14 unbewaffnete Menschen wurden getötet, 65 verwundet. Später am Tag wurden drei republikanische Gefangene erschossen, als sie angeblich fliehen wollten. Dieser Tag ging als Blutsonntag in die Geschichte ein. Heute erinnert der Hogan Stand (Hogan-Tribüne) im Croke Park an den Spieler Michael Hogan aus Tipperary, der an diesem Tag getötet wurde.
In Cork wurden von der IRA erstmals die flying columns eingesetzt: mobile Einheiten, bestehend aus ca. 100 Mann, die bei verheerenden Hinterhalten zuschlugen und sich dann in die umgebende Landschaft zurückzogen, die sie weitaus besser kannten als die britischen Soldaten. Einige Regimenter der britischen Armee hatten den Ruf, unbewaffnete Gefangene zu töten. Das Essex Regiment war eines davon. Im November 1920, nur eine Woche nach dem Blutsonntag in Dublin, lockte die West-Cork-Einheit der IRA unter Tom Barry eine Auxiliaries-Patrouille bei Kilmichael in einen Hinterhalt und tötete alle 18 Soldaten. Es wird vermutet, dass einige Soldaten nach ihrer Kapitulation erschossen wurden. Dieser Überfall führte dazu, dass die ganze Provinz Munster unter das Kriegsrecht gestellt wurde.
Die folgenden acht Monate bis zum Waffenstillstand im Juli 1921 sahen eine Spirale der Gewalt: 1000 Tote (300 Polizisten/Soldaten und 700 Zivilisten oder freiwillige Helfer der IRA) zwischen Januar und Juli 1921. Zusätzlich wurden in dieser Zeit 4.500 IRA-Mitglieder (oder verdächtige Sympathisanten) verhaftet. Im Mai 1921 eroberten IRA-Einheiten das Custom House (Sitz der Regierung) in Dublin und brannten es nieder. Dies war ein symbolischer Versuch, zu zeigen, dass die britische Herrschaft in Irland nicht haltbar sei. Aus militärischer Sicht war es ein Fiasko: fünf IRA-Mitglieder wurden getötet und achtzig verhaftet. Dies zeigte erneut, dass die IRA nicht genug ausgebildet und ausgestattet war, um es auf konventionellem Wege mit britischen Einheiten aufzunehmen. Bis zum Juli 1921 herrschte bei den meisten IRA-Einheiten ein drastischer Mangel an Waffen und Munition. Trotz aller Effektivität beim Guerilla-Kampf war die IRA, wie sich der militante IRA-Offizier Ernie O’Malley später erinnerte, „nie in der Lage, die Briten aus etwas größerem als einer mittelgroßen Polizeistation zu vertreiben.“ Kurz vor dem Waffenstillstand waren viele republikanische Führer, inklusive Michael Collins, davon überzeugt, dass bei einem andauernden Krieg die bestehende IRA zerschlagen werden könnte. Daher wurden Pläne geschmiedet, „den Krieg nach England zu bringen.“ Es wurde beschlossen, Schlüsselstellen der Ökonomie wie z. B. die Liverpooler Docks mit Bomben anzugreifen. Die Einheiten, die mit diesen Missionen betraut werden sollten, könnten der Gefangenschaft leichter entkommen, denn Großbritannien stand nicht unter dem Kriegsrecht und es war unwahrscheinlich, dass die Öffentlichkeit dies akzeptieren würde. Der Waffenstillstand verhinderte aber das Ausführen dieser Pläne.

## Der Propagandakrieg

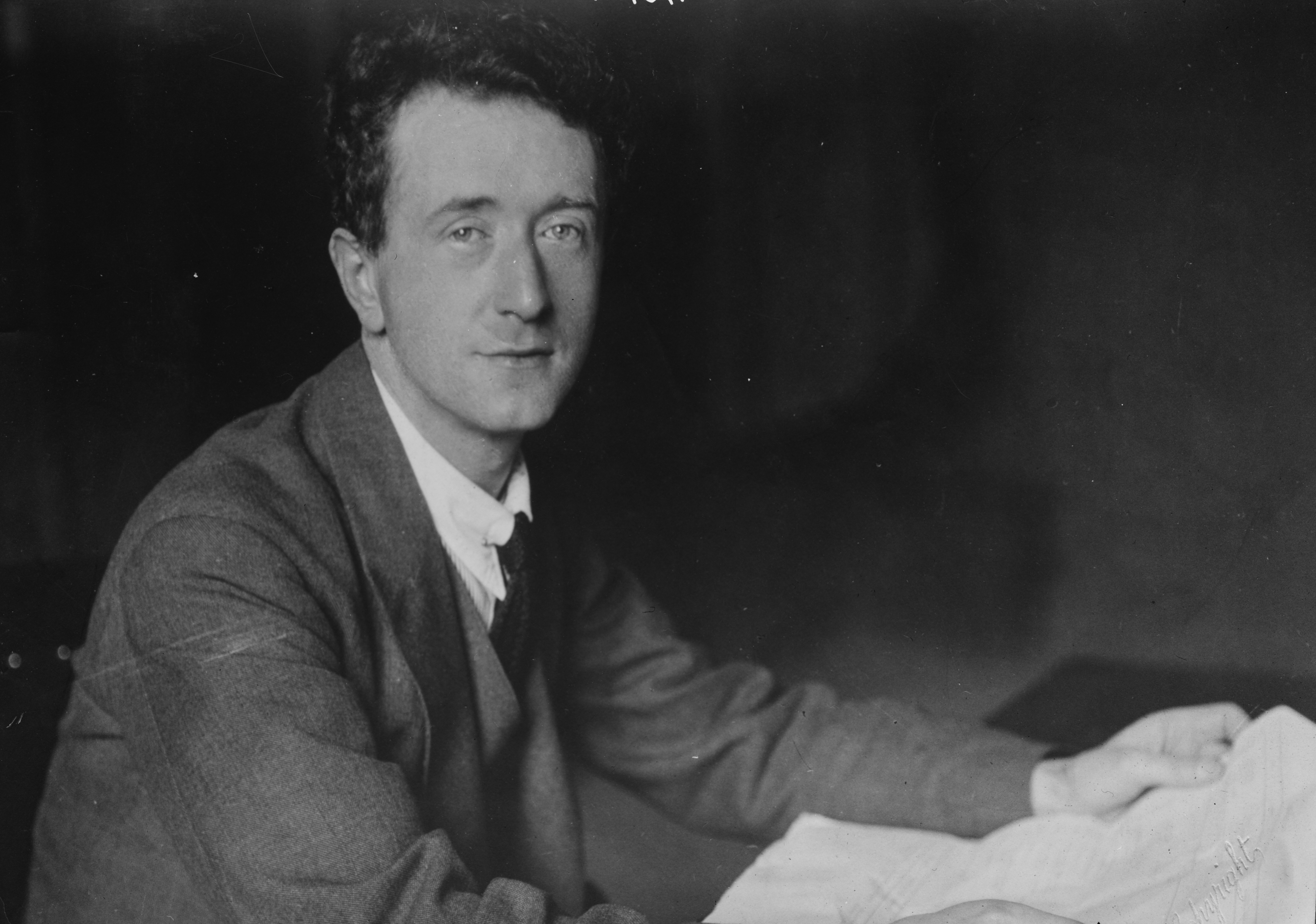
Desmond FitzGerald

Eine weitere Facette des Kriegs war der Einsatz von Propagandamitteln auf beiden Seiten. Die Briten versuchten die IRA als protestantenfeindlich hinzustellen, um neben den irischen Protestanten auch in Großbritannien Unterstützung für die harsche Vorgehensweise zu gewinnen. In ihren Veröffentlichungen wurde immer dann die Konfession von Spionen oder Kollaborateuren, die von der IRA getötet wurden, angegeben, wenn das Opfer Protestant war. Bei katholischen Opfern (was die Mehrheit war) wurde die Konfession nicht notiert, damit der Eindruck entstünde, die IRA töte nur Protestanten. Auch ermutigten sie Zeitungsherausgeber, ebenso zu verfahren. Im Sommer 1921 erschien in einem Londoner Magazin eine Artikelserie mit dem Titel „Irland und der neue Terror – das Leben unter dem Kriegsrecht“ (Ireland under the New Terror, Living Under Martial Law). Unter der Behauptung eines unabhängigen Berichts über die Situation in Irland porträtiert der Artikel die IRA in einem sehr zweifelhaften Licht. In Wirklichkeit war der Autor, Ernest Dowdall, ein Mitglied der Auxiliaries und die Artikelserie wurde vom Dublin Castle Propaganda Department („Propaganda-Abteilung des Dublin Castle“; gegründet im August 1920) gezielt eingebaut, um die öffentliche Meinung zu beeinflussen, die sich langsam gegen das Verhalten „ihrer“ Streitkräfte in Irland richtete.
Die Gegenseite (vor allem Desmond FitzGerald und Erskine Childers) veröffentlichte zu Propagandazwecken das Irish Bulletin, die „offizielle“ Zeitung der irischen Republik, mit detaillierten Beschreibungen von Gräueltaten der britischen Regierung, die die irischen und britischen Zeitungen nicht abdrucken wollten oder konnten. Die (wöchentliche) Zeitung wurde im Geheimen gedruckt und in ganz Irland an internationale Presseagenturen sowie an Anhänger unter den amerikanischen, europäischen und britischen Politikern verteilt.

## Waffenstillstand

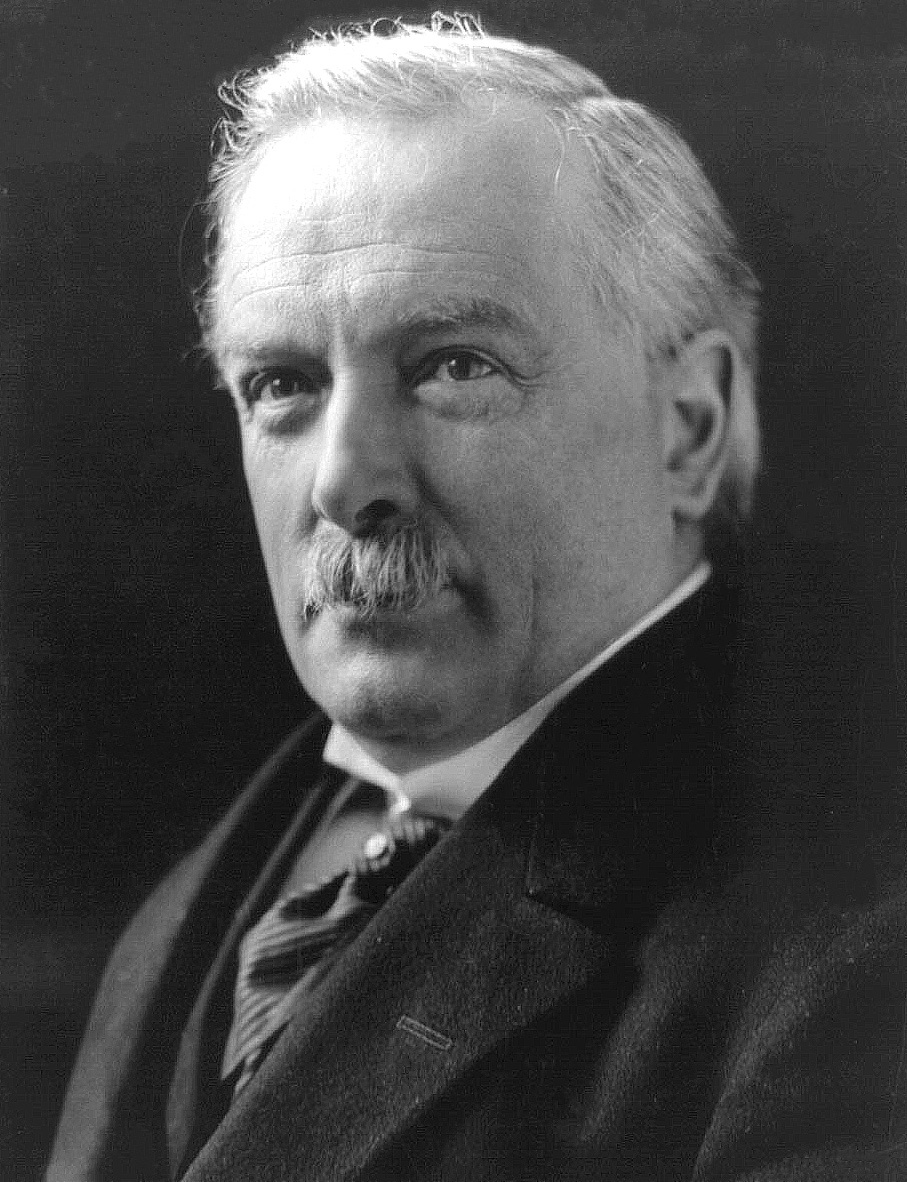
David Lloyd George (1919)

Die Flagge der Republik:
Die irische Trikolore aus der Rebellion von 1848.

Ein Symbol der britischen Herrschaft:
Die Flagge des Lord Lieutenant

Der Krieg endete am 11. Juli 1921 mit einem Waffenstillstand, nachdem der Konflikt in eine Art „Patt-Situation“ geraten war. Aus Sicht der britischen Regierung schien es, als könnten die Guerilla-Angriffe der IRA noch ewig mit immer mehr Opfern und Kosten fortgesetzt werden.
Wichtiger allerdings war die Tatsache, dass die britische Regierung immer mehr ernsthafte Kritik an der Vorgehensweise der britischen Truppen in Irland hinnehmen musste. Auf der anderen Seite sahen die führenden Köpfe der IRA den Zusammenbruch der Gruppe durch Waffen- und Geldmangel und immer neuem Soldatennachschub aus Großbritannien nahen. Der endgültige Durchbruch zum Waffenstillstand ist drei Personen zu verdanken: König Georg V., General Jan Smuts aus Südafrika und dem britischen Premierminister David Lloyd George. Der König, dessen Unzufriedenheit über das Vorgehen der Black and Tans in seiner Regierung bekannt war, war nicht erfreut, das neugeschaffene nordirische Parlament im Lichte der Teilung Irlands zu eröffnen. Smuts, ein enger Freund des Königs, schlug ihm vor, die Gelegenheit für einen Appell für den Frieden in Irland zu nutzen. Der König bat Smuts, seine Ideen zu Papier zu bringen, und leitete daraufhin eine Kopie davon an Lloyd George weiter. Lloyd George lud dann Smuts zu einer britischen Kabinettsversammlung ein, wo Smuts zu den „interessanten“ Vorschlägen, die Lloyd George erhalten hatte, Anmerkungen anbringen sollte. Keiner der beiden informierte die Minister davon, dass Smuts der ursprüngliche Autor des Vorschlags war. Durch den Zuspruch von Smuts, des Königs und des Premierministers stimmten die Minister, wenn auch widerstrebend, der geplanten Ansprache des Königs zur Aussöhnung mit Irland zu.
Die Ansprache verfehlte ihre Wirkung nicht. Den Moment ausnutzend, schlug Lloyd George vor, Gespräche mit Éamon de Valera im Juli 1921 anzustreben. Die Iren, unsicher über die Relevanz der Rede, da sie doch offensichtlich nicht der Meinung der ganzen Regierung entsprach, sahen darin aber immerhin den guten Willen des Königs, Smuts und Lloyd Georges. Widerstrebend stimmten sie den Gesprächen zu. De Valera und Lloyd George stimmten im Endeffekt einem Waffenstillstand zu, der die Kampfhandlungen beenden und den Grundstein für detaillierte Verhandlungen legen sollte. Diese Verhandlungen wurden für einige Monate aufgeschoben, denn die britische Regierung bestand darauf, dass die IRA zuerst ihre Waffen abgeben müsse. Doch diese Forderung wurde letztendlich fallen gelassen. Es wurde vereinbart, dass die britischen Truppen vorerst in ihren Kasernen verblieben.
Die Friedensgespräche mündeten letztendlich in den Anglo-irischen Vertrag, der dreifach ratifiziert wurde: Durch das Dáil Éireann im Dezember 1921 (durch die es die Legitimität im irischen Regierungssystem erlangte), durch das Parlament von Südirland im Januar 1922 (durch das es die konstitutionelle Legitimität der – in britischen Augen – richtigen Regierung in Irland erlangte) sowie durch beide Häuser des britischen Parlaments.
Der Vertrag erlaubte Nordirland, das 1920 durch den Government of Ireland Act geschaffen wurde, aus dem Freistaat Irland auszutreten, was es auch umgehend tat. Wie festgehalten, wurde eine „Grenz-Kommission“ (Boundary Commission) eingesetzt, die über den genauen Verlauf der Grenze zwischen dem Freistaat und Nordirland entscheiden sollte.
Für den erschaffenen irischen Freistaat wurde auch ein neues Regierungssystem eingeführt, obwohl im ersten Jahr zwei Regierungen nebeneinander existierten: ein Kabinett (Aireacht) unter Leitung von Präsident Arthur Griffith musste sich gegenüber dem Dáil Éireann (Unterhaus) verantworten sowie eine provisorische Regierung, die sich gegenüber dem „Unterhaus in Südirland“ verantworten musste.
Aus der internen Auseinandersetzung über die Annahme dieses Anglo-Irischen Vertrags heraus entwickelte sich der irische Bürgerkrieg.

## Filme
- The Irish Revolution. Dokumentarfilm von Ruán Magan (Irland 2019, 97 Min)[4]